# Richarda Schmeißer
Richarda Schmeißer (* 20. August 1954 in Zeitz, nach Heirat Richarda Hartmann) ist eine ehemalige deutsche Gerätturnerin, die von 1970 bis 1975 zur DDR-Nationalmannschaft gehörte. Sie startete für den SC Chemie Halle.

## Werdegang

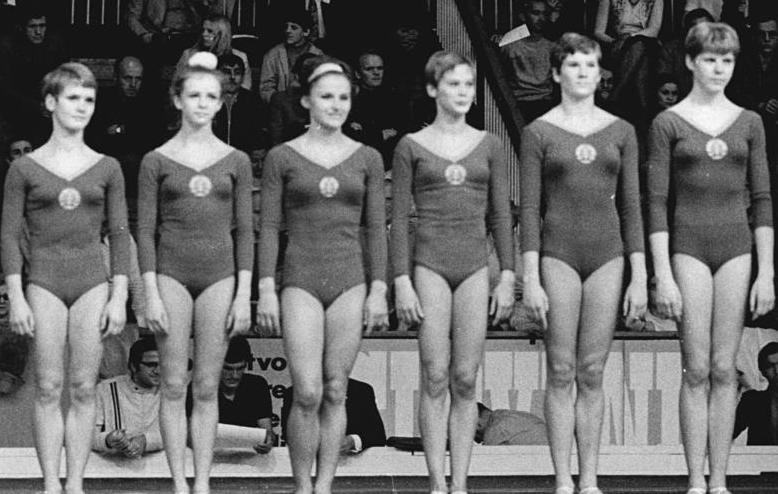
Die DDR-Riege bei der WM 1970 von links nach rechts: Karin Janz, Richarda Schmeißer, Erika Zuchold, Angelika Hellmann, Marianne Noack und Christine Schmitt

Richarda Schmeißer wechselte bereits 1966 von Dynamo Zeitz zum SC Chemie Halle. Ihr erster großer internationaler Auftritt war bei der Weltmeisterschaft 1970 in Ljubljana, als sie mit der DDR-Riege (siehe Bild) die Silbermedaille hinter den sowjetischen Turnerinnen gewann, in der Mehrkampfwertung belegte sie den 23. Platz.
Nachdem sie bei der DDR-Meisterschaft 1972 Zweite am Boden und Dritte am Stufenbarren geworden war, nahm Richarda Schmeißer auch an den Olympischen Spielen in München teil. Die Mannschaft der DDR gewann Silber hinter der sowjetischen Riege in der Besetzung Irene Abel, Angelika Hellmann, Karin Janz, Richarda Schmeißer, Christine Schmitt und Erika Zuchold. Im Mehrkampf belegte Schmeißer den zwölften Platz, ein Einzelfinale erreichte sie nicht.
1974 gewann Schmeißer am Stufenbarren ihren ersten DDR-Meistertitel. Bei der Weltmeisterschaft 1974 in Warna gewann die DDR-Riege mit Irene Abel, Heike Gerisch, Angelika Hellmann, Bärbel Röhrich, Richarda Schmeißer und Annelore Zinke erneut Silber hinter der sowjetischen Mannschaft. Im Mehrkampf erreichte Schmeißer den neunten Platz, am Stufenbarren belegte sie den fünften Rang.
1975 siegte Richarda Schmeißer bei der DDR-Meisterschaft im Mehrkampf und am Stufenbarren und belegte an den drei anderen Geräten jeweils den zweiten Platz. Daraufhin nahm Richarda Schmeißer zusammen mit Annelore Zinke an der Europameisterschaft in Skien teil. In der Mehrkampfwertung erreichte Schmeißer den vierten Platz hinter Nadia Comăneci, Nelli Kim und Annelore Zinke. Zusätzlich konnte sich Schmeißer für alle Gerätefinals qualifizieren. Am Boden, Schwebebalken und Stufenbarren belegte sie jeweils den vierten Platz, im Pferdsprung gewann sie Silber hinter Nadia Comăneci.
Obwohl Richarda Schmeißer bei der DDR-Meisterschaft den zweiten Platz im Mehrkampf belegte, nahm sie an den Olympischen Spielen 1976 nur als Ersatzturnerin teil. Nach ihrer Karriere arbeitete die Diplomsportlehrerin als Trainerin und Choreographin beim SC Chemie Halle.
1972 erhielt sie für ihre sportlichen Leistungen den Vaterländischen Verdienstorden in Bronze.